# Ludovico de Varthema
Ludovico de Varthema, o di Varthema, noto anche col cognome di Barthema o Vertomannus (Bologna, 1470 circa – 1517), è stato uno scrittore e viaggiatore italiano.
Fu il primo occidentale (e il solo fino alla fine del Seicento) ad introdursi nella città vietata della Mecca.

## Biografia

### Nel Vicino Oriente
Varthema lasciò l'Europa verso la fine del 1502. All'inizio del 1503 aveva raggiunto Alessandria d'Egitto e risalì il Nilo fino al Cairo. Dall'Egitto navigò a Beirut e da lì raggiunse Tripoli, Aleppo e Damasco, dove riuscì ad arruolarsi, sotto il nome di Yunas (Giona), nella guarnigione mamelucca. Da Damasco, Varthema fece il pellegrinaggio alla Mecca e Medina come uno dei mamelucchi di scorta della carovana Hajj (aprile-giugno 1503). Egli descrisse le città sacre dell'Islam, i luoghi di pellegrinaggio principali e le cerimonie con notevole precisione; quasi tutti i suoi dettagli furono poi confermati dagli scrittori successivi.
Per arrivare in India si imbarcò a Gedda, un porto situato circa 80 km a ovest di La Mecca, e navigò lungo il Mar Rosso e attraverso lo stretto di Bab el-Mandeb ad Aden, dove fu arrestato e imprigionato come spia cristiana. Racconta che riuscì a guadagnare la libertà a causa di una storia d'amore con una delle donne del sultano dello Yemen. Compì poi un lungo viaggio nel sud-ovest saudita (a Sana'a), e si imbarcò a Aden per il Golfo Persico e l'India. Lungo la strada si fermò a Zeila e Berbera, in Somalia.

### In India
All'inizio del 1504 viaggiò verso il porto indiano di Diu nel Gujarat, che in seguito divenne fortezza portoghese. Da Diu navigò nel golfo di Cambay a Gogo, e da lì tornò indietro verso il Golfo Persico a Julfar, Mascate e Hormuz. Da Hormuz intraprese il viaggio attraverso la Persia a Herat, tornando verso sud-ovest a Shiraz, dove entrò in società con un mercante persiano, che lo accompagnò nel corso di quasi tutti i suoi viaggi in Asia meridionale. Dopo un tentativo fallito di raggiungere Samarcanda, i due tornarono a Shiraz, scesero a Hormuz, e si imbarcarono per l'India.
Dalla foce del fiume Indo, navigò lungo la costa occidentale dell'India, toccando Cambay e Chaul; poi Goa, dove fece un'escursione nell'entroterra per Bijapur, il forte di Cannanore, dal quale ancora una volta si diresse verso l'interno per visitare Vijayanagara, Tungabhadra, e Calicut (1505), dove si fermò per descrivere la società e i costumi del Malabar, la topografia e il commercio della città, la corte e il governo del suo sovrano (Samoothirippadu, o Zamorin), la giustizia, la religione, la navigazione e l'organizzazione militare. La capacità di osservazione e la precisione di Varthema si mostrano sorprendenti.

### In Estremo Oriente
Passando per le lagune di Kochi e dopo aver visitato Kollam (precedentemente nota come Quilon), Varthema doppiò il Capo Comorin e passò a Ceylon (1506). Anche se qui il suo soggiorno fu breve (probabilmente a Colombo), conobbe molto bene l'isola, da cui navigò verso Pulicat, poco a nord di Madras. Da lì passò al Tenasserim nella penisola malese, nel Bengala, forse nei pressi di Chittagong e di Pegu (attuale Myanmar), in compagnia del suo amico persiano e di due cristiani cinesi che aveva incontrato in Bengala. Con loro navigò verso la Malacca (penisola malese), giunse a Sumatra e da proseguì fino a Banda Aceh e le Molucche, il punto più orientale mai raggiunto da un viaggiatore italiano fino ad allora.
Dalle Molucche tornò verso ovest, toccando il Borneo, e qui noleggiò una nave per Giava, che i suoi compagni cristiani consideravano la più grande delle isole. Varthema rilevò l'uso della bussola e delle carte da parte del capitano nel transito dal Borneo a Giava e inoltre riportò un curioso, quasi mitico, riferimento a presunte terre lontane meridionali (l'Australia).
Da Giava attraversò la penisola malese, dove Varthema e il suo compagno persiano si separarono dai cristiani cinesi. Dalla Malacca ritornò alla Costa del Coromandel a Nagapattinam e da qui, doppiato il Capo Comorin, a Kollam e Calicut.

### Ritorno in Europa
Varthema era ora ansioso di tornare nell'Europa cristiana. Riuscì a raggiungere la guarnigione portoghese di Cannanore (inizio del 1506). Combatté per i Portoghesi in varie occasioni e fu nominato cavaliere dal viceré Francisco de Almeida, su raccomandazione del navigatore Tristão da Cunha.
Per un anno e mezzo Varthema visse come fattore portoghese a Kochi, e il 6 dicembre 1507 finalmente lasciò l'India diretto in l'Europa per la via del Capo: forse toccò l'Africa a Malindi, e probabilmente andò costeggiando da Mombasa e Kilwa. Arrivò in Mozambico, ove notò la fortezza portoghese in costruzione e descrisse con la consueta precisione gli abitanti.
Al di là del Capo di Buona Speranza incontrò tempeste furiose, ma arrivò sano e salvo a Lisbona (1508) dopo l'avvistamento delle isole di Sant'Elena e Ascensione e toccando le Azzorre. In Portogallo il re lo accolse cordialmente, lo tenne alcuni giorni a corte per farsi descrivere l'India e confermò il titolo di cavaliere conferitogli dal d'Almeida.
Si recò poi a Roma ove fu insignito del titolo di patrizio romano. Nel 1510 pubblicò a Roma l'Itinerario, il racconto dettagliato del suo viaggio.

## L'Itinerario
Nel 1510, per desiderio di papa Giulio II, Ludovico pubblica a Roma il racconto dettagliato del suo viaggio intitolato Itinerario nello Egypto nella Surria [Siria] nella Arabia deserta & felice nella Persia nella India & nella Ethiopia. La fede el vivere & costumi de tutte le prefate Provincie e dedicato alla duchessa di Tagliacozzo, Agnese di Montefeltro, consorte di Fabrizio Colonna, figlia di Federico duca d'Urbino.
L'opera ebbe un notevole successo (fu tradotta in quasi 50 lingue), poiché descriveva alla perfezione terre allora sconosciute.

### Edizioni dell'Itinerario
- Itinerario de Ludouico de Varthema bolognese nello Egypto, nella Surria, nella Arabia deserta & felice, nella Persia, nella India, & nella Ethiopia. La fede, el uiuere, & costumi de tutte le prefate prouincie, stampato in Roma per maestro Stephano Guillireti de Loreno, & maestro Hercule de Nani bolognese ad instantia de maestro Lodouico de Henricis da Corneto vicentino, 1510 (Editio princeps)
- Ludouici Patritii Romani Nouum itinerarium Aethiopiae, Aegipti, vtriusque Arabiae, Persidis, Siriae, ac Indiae, intra et extra Gangem, traduttore Arcangelo Madrignani, Milano, Giovanni Giacomo Da Legnano & fratelli, 1511
- (DE)  Die Ritterlich und lobwirdig rayß des gestrengen und über all ander weyt erfarnen ritters und Lantfarers herren Ludowico vartomans von Bolonia Sagent von den landen Egypto Syria von bayden Arabia Persia Jndia und Ethiopia von den gestalten syten und dero menschen leben und gelauben, Augsburg 1515
- Itinerario de Ludouico de Varthema bolognese ne lo Egypto ne la Suria ne la Arabia deserta & felice ne la Persia: ne la India: & ne la Ethiopia. La fede el viuere & costumi de tutte le prefate provincie, stampata in Venetia per Zorzi di Rusconi milanese, 1517
- Itinerario. de Ludouico de Varthema bolognese nello egypto nella Suria: nella Arabia deserta & felice nella Persia nella India & nella Ethiopia la fede: el viuere & costumi de tutte le prouincie, in Roma per mastro Stephano Guillireti de Lorenno, 1517
- Itinerario de Ludouico de Varthema bolognese ne lo Egypto, ne la Suria, ne la Arabia deserta & felice, ne la Persia, ne la India, & ne la Ethiopia. La fede el viuere & costumi de le prefate prouincie. Et al presente agiontoui alchune isole nouamente ritrouatte, stampata in Venetia per li heredi de Georgio di Rusconi, 1522
- Itinerario de Ludouico de Verthema Bolognese ne lo Egypto ne la Suria ne la Arabia deserta & felice ne la Persia ne la India: & ne la Ethiopia. La fede el uiuere & costumi de tutte le prefate prouincie, stampata in Milano per Iohanne Angelo Scinzenzeler, 1523.
- Itinerario de Ludouico de Varthema bolognese nello Egitto, nella Soria nella Arabia deserta, & felice, nella Persia, nella India, & nella Ethyopia. La fede el viuere, & costumi delle prefate prouincie. Et al presente agiontoui alcune Isole nouamente ritrouate, stampato in Vinegia per Francesco di Alessandro Bindone, & Mapheo Pasini compani, a santo Moyse al segno de Langelo Raphael, 1535
- Itinerario de Ludouico de Varthema bolognese nello Egitto, nella Soria, nella Arabia deserta, & felice, & nella Persia, nella India, & nella Ethyopia. La fede el viuere, & costumi delle prefate prouincie. Et al presente agiontoui alcune isole nuouamente trouate, in Venetia per Matthio Pagan, in Frezzaria, al segno della Fede, 1550 (?)
- (EN)  The travels of Ludovico di Varthema in Egypt, Syria, Arabia deserta and Arabia felix ... a.D. 1503 to 1508, translated from the original italian edition of 1510 by John Winter Jones and edited by George Percy Badger, London, Hakluyt Society, 1863 (ed. anastatica nel 1963; ried. Cambridge, Cambridge University press, 2010)
- Viaggio di Varthema in Oriente, secolo XVI, Bologna, Regia tip. f.lli Merlani, 1884
- Itinerario di Lodovico Varthema, nuovamente posto in luce da Alberto Bacchi Della Lega, Bologna presso Gaetano Romagnoli, 1885 (riedito, Bologna, Commissione per i testi di lingua, 1968)
- (FR)  Les voyages de Ludovico di Varthema ou le viateur en la plus grande partie d'Orient, traduits de l'italien en français par J. Balarin de Raconis, publié et annoté par M. Ch. Schefer, Paris, Ernest Leroux, 1888
- Itinerario di Ludovico de Varthema bolognese nello Egypto, nella Surria, nella Arabia deserta et felice, nella Persia, nella India et nella Etiopia: la fede, el vivere et costumi de tutte le prefate provincie, a cura di Paolo Giudici, Milano, Alpes, 1928
- (PT)  Itinerario di Ludovico De Varthema, primera traducao portuguesa, traducao, prefacio e notas de Vincenzo Spinelli, Lisboa, Edicao do Istituto para a Alta Cultura, 1949
- Itinerario di Ludovico de Varthema, a cura di Paolo Giudici con introduzione note e incisioni, Milano, Istituto editoriale italiano, 1956
- Itinerario dallo Egypto alla India. Ludovico Varthema, a cura di Enrico Musacchio, Bologna, Fusconi, 1991
- (FR)  Le voyage de Ludovico di Varthema en Arabie & aux Indes orientales (1503-1508), avant-propos de Genevieve Bouchon, preface de Jean Aubin, traduction de Paul Teyssier, Paris, Chandeigne, 2004
- Viaggio alla Mecca. Ludovico de Varthema, a cura di Enrico Musacchio, prefazione di Franco Cardini, Milano, Skira, 2010
- Itinerario. Ludovico de Vartema, edizione e commento a cura di Valentina Martino, Alessandria, Edizioni dell'Orso, 2011